# Kolok Mudik
Kolok Mudik is een bestuurslaag in het regentschap Sawah Lunto van de provincie West-Sumatra, Indonesië. Kolok Mudik telt 992 inwoners (volkstelling 2010).